# Goussancourt
Goussancourt ist eine französische Gemeinde mit 117 Einwohnern (Stand: 1. Januar 2022) im Département Aisne in der Region Hauts-de-France (frühere Region: Picardie). Sie gehört zum Arrondissement Château-Thierry und zum Kanton Fère-en-Tardenois.

## Geographie
Die Gemeinde Goussancourt liegt rund 14 Kilometer östlich von Fère-en-Tardenois auf halbem Weg zwischen den Städten Château-Thierry und Reims an der Grenze zum Département Marne und wird von der Trasse der LGV Est européenne durchzogen. Die Autoroute A 4 verläuft südlich knapp außerhalb des Gemeindegebiets. Im Westen hat die Gemeinde Anteil am Wald Bois Meunière.

## Geschichte
Im Ersten Weltkrieg verlief die Linie der Schützengräben durch das Gemeindegebiet.

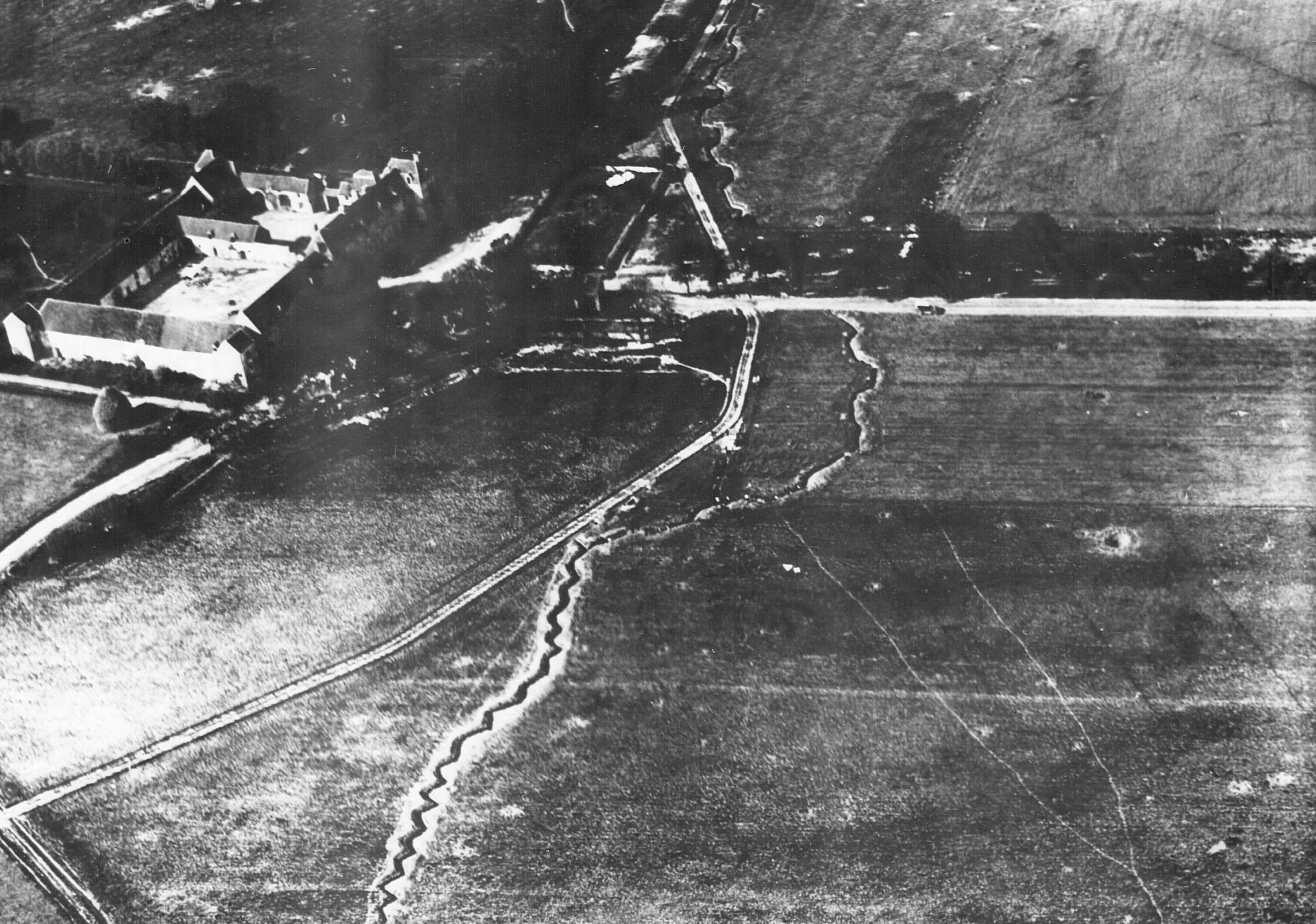
Frontlinie bei Goussancourt 1918

### Bevölkerungsentwicklung
| Jahr                       | 1962 | 1968 | 1975 | 1982 | 1990 | 1999 | 2006 | 2013 | 2021 |
| Einwohner                  | 115  | 124  | 102  | 92   | 78   | 68   | 94   | 121  | 113  |
| Quellen: Cassini und INSEE |      |      |      |      |      |      |      |      |      |

## Sehenswürdigkeiten
- Kirche Saint-Martin